# Txetxu Rojo
Pour les articles homonymes, voir Rojo.
 (octobre 2014).
Si vous disposez d'ouvrages ou d'articles de référence ou si vous connaissez des sites web de qualité traitant du thème abordé ici, merci de compléter l'article en donnant les références utiles à sa vérifiabilité et en les liant à la section « Notes et références ».
José Francisco Rojo Arroitia, plus connu comme Txetxu Rojo ou Chechu Rojo est un footballeur espagnol né le 28 janvier 1947 à Bilbao et mort le 23 décembre 2022,. Il évolue durant sa carrière de joueur au poste d'ailier gauche à l'Athletic Bilbao.

## Biographie
Formé à l'Athletic Bilbao, Txetxu Rojo passe par toutes les catégories inférieures du club avant de s'installer durant dix-sept saisons, entre 1965 et 1982, en équipe première. Il joue un total de 413 matchs avec Bilbao pour 48 buts marqués en Liga et remporte deux Copa del Rey en 1969 et 1973. Il fait partie des joueurs emblématiques de l'Athletic Bilbao. Il est sélectionné à dix-huit reprises avec l'équipe d'Espagne et marque trois buts pour son pays. Peu après sa retraite de joueur, il devient l'entraîneur de nombreux clubs espagnols dont l'Athletic.

## Carrière

### Comme joueur
- 1965-1982 : Athletic Bilbao

### Comme entraîneur
- 1986-1989 : Athletic Bilbao (réserve)
- 1989-1990 : Athletic Bilbao
- 1991-1994 : Celta de Vigo
- 1994-1995 : Club Atlético Osasuna
- 1995-1997 : UE Lleida
- 1997-1998 : UD Salamanca
- 1998-2000 : Real Saragosse
- 2000-2001 : Athletic Bilbao
- 2001-2002 : Real Saragosse
- 2004-2005 : Rayo Vallecano de Madrid

## Palmarès

### Comme joueur
- Coupe d'Espagne :
  - Vainqueur : 1969 et 1973.

### Comme entraîneur
- Championnat d'Espagne D2 :
  - Champion : 1992.